# Casa del Terror
La Casa del Terror (en húngaro: Terror Háza) es un museo localizado en el número 60 de la Avenida Andrássy en Budapest, Hungría. Contiene exposiciones relacionadas con los regímenes dictatoriales fascista y comunista de Hungría en el siglo XX y es también una conmemoración a sus víctimas, incluyendo aquellos detenidos, interrogados, torturados o ejecutados en el edificio.
El museo abrió sus puertas el 24 de febrero de 2002 y su directora general desde entonces ha sido Mária Schmidt.

## Sede
La creación del museo se inició en el año 2000, durante el Gobierno de Viktor Orbán, y se encuentra en un edificio construido en 1880, que fue usado como cuartel general de la policía política tanto fascista como comunista. Se realizó una renovación completa del edificio por dentro y por fuera. Los planos de reconstrucción del mismo fueron diseñados por János Sándor y Kálmán Újszászy. El diseño interior, el aspecto final de la sala de exposiciones y la fachada externa son trabajo del arquitecto Attila F. Kovács. Tras la restauración, el edificio se convirtió en una especie de monumento; la estructura exterior negra proporciona un marco que lo hace destacar respecto a los otros edificios en la Avenida Andrássy.

## Exposición permanente

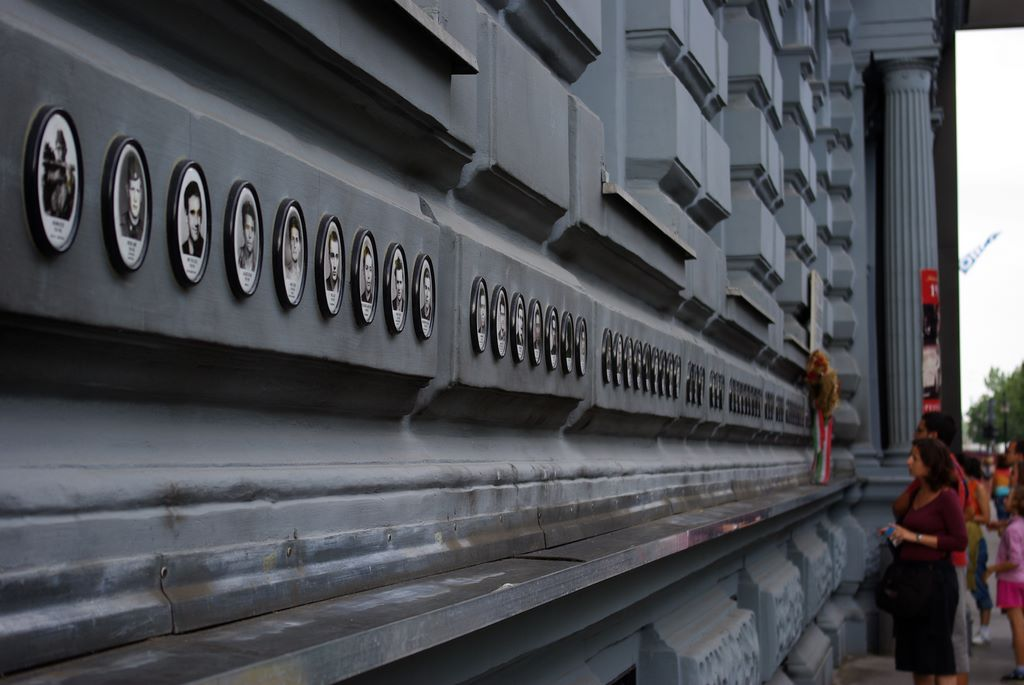
Retratos de las víctimas en la fachada de la Casa del Terror

La exposición trata sobre las relaciones del país con la Alemania nazi y la Unión Soviética. También contiene material sobre las organizaciones fascistas y comunistas del país, como el Partido de la cruz flechada —similar al Partido nazi alemán— o el ÁVH —similar a la KGB soviética—. Se puede visitar también los sótanos del edificio y ver ejemplos de las celdas que la ÁVH utilizaba para romper la voluntad de los prisioneros.
Mucha de la información del museo está en húngaro, aunque las salas tienen una hojas con textos en inglés. Además, se pueden alquilar audioguías en inglés, alemán, español, francés, ruso e italiano.
La música de fondo de la exposición fue compuesta por Ákos Kovács, exmiembro del grupo húngaro Bonanza Banzai.
Está prohibido hacer fotos o grabar en vídeo dentro del edificio. Existe una tarifa reducida y otra gratuita para diversos grupos de personas, aunque no para los miembros del Consejo Internacional de Museos.